# 4. etape af PostNord Danmark Rundt 2025
4. etape af PostNord Danmark Rundt 2025 var en 227,25 km lang kuperet etape med en samlet stigning på 1.941 m. Den blev kørt den 15. august 2025 med start i Svendborg og mål i Vejle. Det var løbets længste etape, og med den kuperede rundstrækning hvor Kiddesvej i Vejle skulle passeres fire gange, blev den traditionelt nævnt som løbets kongeetape.
Det var 26. gang, at Vejle var målby for en etape i løbet, og dermed tangerede de Frederiksbergs antal som den mest besøgte målby i løbets historie.

## Resultater

### Etaperesultat
| \| Etaperesultat \| Etaperesultat \| Etaperesultat \| Etaperesultat \| Etaperesultat \| \| Rytter \| Rytter \| Hold \| Tid \| \| \| ------------- \| ---------------- \| -------------------------------------- \| ------------- \| ------------- \| \| 1. \| Mads Pedersen \| Lidl-Trek \| 5t 12' 26" \| \| \| 2. \| Tibor Del Grosso \| Alpecin-Deceuninck \| + 31" \| \| \| 3. \| Antoine L'Hote \| Decathlon AG2R La Mondiale Development \| + 32" \| \| \| 4. \| Morten Nørtoft \| ColoQuick \| + 32" \| \| \| 5. \| Matyáš Kopecký \| Team Novo Nordisk \| + 32" \| \| \| 6. \| Anders Foldager \| Danmark \| + 32" \| \| \| 7. \| Lukáš Kubiš \| Unibet Tietema Rockets \| + 32" \| \| \| 8. \| Dylan van Baarle \| Team Visma \\| Lease a Bike \| + 35" \| \| \| 9. \| Jakob Söderqvist \| Lidl-Trek \| + 35" \| \| \| 10. \| Niklas Larsen \| BHS-PL Beton Bornholm \| + 35" \| \| |                  |                                        |            |
| |                  |                                        |            |
| Kilder: ProCyclingStats Cycling Quotient |                  |                                        |            |
| Etaperesultat |                  |                                        |            |
| Rytter | Rytter           | Hold                                   | Tid        |
| 1. | Mads Pedersen    | Lidl-Trek                              | 5t 12' 26" |
| 2. | Tibor Del Grosso | Alpecin-Deceuninck                     | + 31"      |
| 3. | Antoine L'Hote   | Decathlon AG2R La Mondiale Development | + 32"      |
| 4. | Morten Nørtoft   | ColoQuick                              | + 32"      |
| 5. | Matyáš Kopecký   | Team Novo Nordisk                      | + 32"      |
| 6. | Anders Foldager  | Danmark                                | + 32"      |
| 7. | Lukáš Kubiš      | Unibet Tietema Rockets                 | + 32"      |
| 8. | Dylan van Baarle | Team Visma \| Lease a Bike             | + 35"      |
| 9. | Jakob Söderqvist | Lidl-Trek                              | + 35"      |
| 10. | Niklas Larsen    | BHS-PL Beton Bornholm                  | + 35"      |

### Klassement efter etapen
| \| Samlede stilling \| Samlede stilling \| Samlede stilling \| Samlede stilling \| Samlede stilling \| \| Rytter \| Rytter \| Hold \| Tid \| \| \| ---------------- \| -------------------- \| -------------------------- \| ---------------- \| ---------------- \| \| 1. \| Mads Pedersen \| Lidl-Trek \| 11t 40' 42" \| \| \| 2. \| Niklas Larsen \| BHS-PL Beton Bornholm \| + 58" \| \| \| 3. \| Lukáš Kubiš \| Unibet Tietema Rockets \| + 1' 18" \| \| \| 4. \| Jakob Söderqvist \| Lidl-Trek \| + 1' 22" \| \| \| 5. \| Alec Segaert \| Lotto \| + 1' 27" \| \| \| 6. \| Søren Kragh Andersen \| Lidl-Trek \| + 1' 49" \| \| \| 7. \| Axel van der Tuuk \| Euskaltel-Euskadi \| + 1' 55" \| \| \| 8. \| Mattias Skjelmose \| Lidl-Trek \| + 1' 59" \| \| \| 9. \| Tibor Del Grosso \| Alpecin-Deceuninck \| + 2' 04" \| \| \| 10. \| Dylan van Baarle \| Team Visma \\| Lease a Bike \| + 2' 06" \| \| |                      |                            |             |
| |                      |                            |             |
| Kilder: ProCyclingStats Cycling Quotient |                      |                            |             |
| Samlede stilling |                      |                            |             |
| Rytter | Rytter               | Hold                       | Tid         |
| 1. | Mads Pedersen        | Lidl-Trek                  | 11t 40' 42" |
| 2. | Niklas Larsen        | BHS-PL Beton Bornholm      | + 58"       |
| 3. | Lukáš Kubiš          | Unibet Tietema Rockets     | + 1' 18"    |
| 4. | Jakob Söderqvist     | Lidl-Trek                  | + 1' 22"    |
| 5. | Alec Segaert         | Lotto                      | + 1' 27"    |
| 6. | Søren Kragh Andersen | Lidl-Trek                  | + 1' 49"    |
| 7. | Axel van der Tuuk    | Euskaltel-Euskadi          | + 1' 55"    |
| 8. | Mattias Skjelmose    | Lidl-Trek                  | + 1' 59"    |
| 9. | Tibor Del Grosso     | Alpecin-Deceuninck         | + 2' 04"    |
| 10. | Dylan van Baarle     | Team Visma \| Lease a Bike | + 2' 06"    |

#### Pointkonkurrencen
| Pointkonkurrence | Pointkonkurrence       | Pointkonkurrence                       | Pointkonkurrence | Pointkonkurrence |
| Rytter           | Rytter                 | Hold                                   | Point            |                  |
| ---------------- | ---------------------- | -------------------------------------- | ---------------- | ---------------- |
| 1.               | Mads Pedersen          | Lidl-Trek                              | 39 point         |                  |
| 2.               | Lukáš Kubiš            | Unibet Tietema Rockets                 | 27 point         |                  |
| 3.               | Søren Wærenskjold      | Uno-X Mobility                         | 15 point         |                  |
| 4.               | Niklas Larsen          | BHS-PL Beton Bornholm                  | 12 point         |                  |
| 5.               | Tibor Del Grosso       | Alpecin-Deceuninck                     | 12 point         |                  |
| 6.               | Steffen De Schuyteneer | Lotto                                  | 12 point         |                  |
| 7.               | Axel Zingle            | Team Visma \| Lease a Bike             | 11 point         |                  |
| 8.               | Conrad Haugsted        | ColoQuick                              | 11 point         |                  |
| 9.               | Matyáš Kopecký         | Team Novo Nordisk                      | 10 point         |                  |
| 10.              | Antoine L'Hote         | Decathlon AG2R La Mondiale Development | 10 point         |                  |

#### Bakkekonkurrencen
| Bjergkonkurrence | Bjergkonkurrence        | Bjergkonkurrence                       | Bjergkonkurrence | Bjergkonkurrence |
| Rytter           | Rytter                  | Hold                                   | Point            |                  |
| ---------------- | ----------------------- | -------------------------------------- | ---------------- | ---------------- |
| 1.               | Matias Malmberg         | Airtox-Carl Ras                        | 34 point         |                  |
| 2.               | Conrad Haugsted         | ColoQuick                              | 32 point         |                  |
| 3.               | Marius Innhaug Dahl     | Decathlon AG2R La Mondiale Development | 32 point         |                  |
| 4.               | Mads Würtz Schmidt      | Danmark                                | 26 point         |                  |
| 5.               | Julius Johansen         | Danmark                                | 12 point         |                  |
| 6.               | Victor Vercouillie      | Team Flanders-Baloise                  | 12 point         |                  |
| 7.               | Stian Rosenlund Richter | Airtox-Carl Ras                        | 8 point          |                  |
| 8.               | Emil Toudal             | ColoQuick                              | 6 point          |                  |
| 9.               | Boas Lysgaard           | BHS-PL Beton Bornholm                  | 6 point          |                  |
| 10.              | Mads Pedersen           | Lidl-Trek                              | 4 point          |                  |

#### Ungdomskonkurrencen
| Ungdomskonkurrence | Ungdomskonkurrence     | Ungdomskonkurrence                     | Ungdomskonkurrence | Ungdomskonkurrence |
| Rytter             | Rytter                 | Hold                                   | Tid                |                    |
| ------------------ | ---------------------- | -------------------------------------- | ------------------ | ------------------ |
| 1.                 | Jakob Söderqvist       | Lidl-Trek                              | 11t 42' 04"        |                    |
| 2.                 | Alec Segaert           | Lotto                                  | + 5"               |                    |
| 3.                 | Tibor Del Grosso       | Alpecin-Deceuninck                     | + 42"              |                    |
| 4.                 | Carl-Frederik Bévort   | Uno-X Mobility                         | + 49"              |                    |
| 5.                 | Matyáš Kopecký         | Team Novo Nordisk                      | + 1' 02"           |                    |
| 6.                 | Kasper Haugland        | Decathlon AG2R La Mondiale Development | + 1' 04"           |                    |
| 7.                 | Arthur Blaise          | Decathlon AG2R La Mondiale Development | + 1' 15"           |                    |
| 8.                 | Antoine L'Hote         | Decathlon AG2R La Mondiale Development | + 3' 13"           |                    |
| 9.                 | Steffen De Schuyteneer | Lotto                                  | + 6' 41"           |                    |
| 10.                | Joshua Giddings        | Lotto                                  | + 6' 49"           |                    |

#### Holdkonkurrencen
| Holdkonkurrence | Holdkonkurrence                             | Holdkonkurrence | Holdkonkurrence |
| Hold            | Hold                                        | Tid             |                 |
| --------------- | ------------------------------------------- | --------------- | --------------- |
| 1.              | Lidl-Trek                                   | 35t 04' 39"     |                 |
| 2.              | Decathlon AG2R La Mondiale Development Team | + 3' 53"        |                 |
| 3.              | Unibet Tietema Rockets                      | + 4' 13"        |                 |

## Udgåede ryttere
- Tore Troelsen (ColoQuick Cycling) – stillede ikke til start på grund af knæskade
- Magnus Bak Klaris (Airtox-Carl Ras) – stillede ikke til start
- Louis Sutton (Euskaltel-Euskadi) – gennemførte ikke
- Alex Colman (Team Flanders-Baloise) – udgik efter styrt
- Henrik Breiner Pedersen (Uno-X Mobility) – udgik efter styrt